# SOS hláska

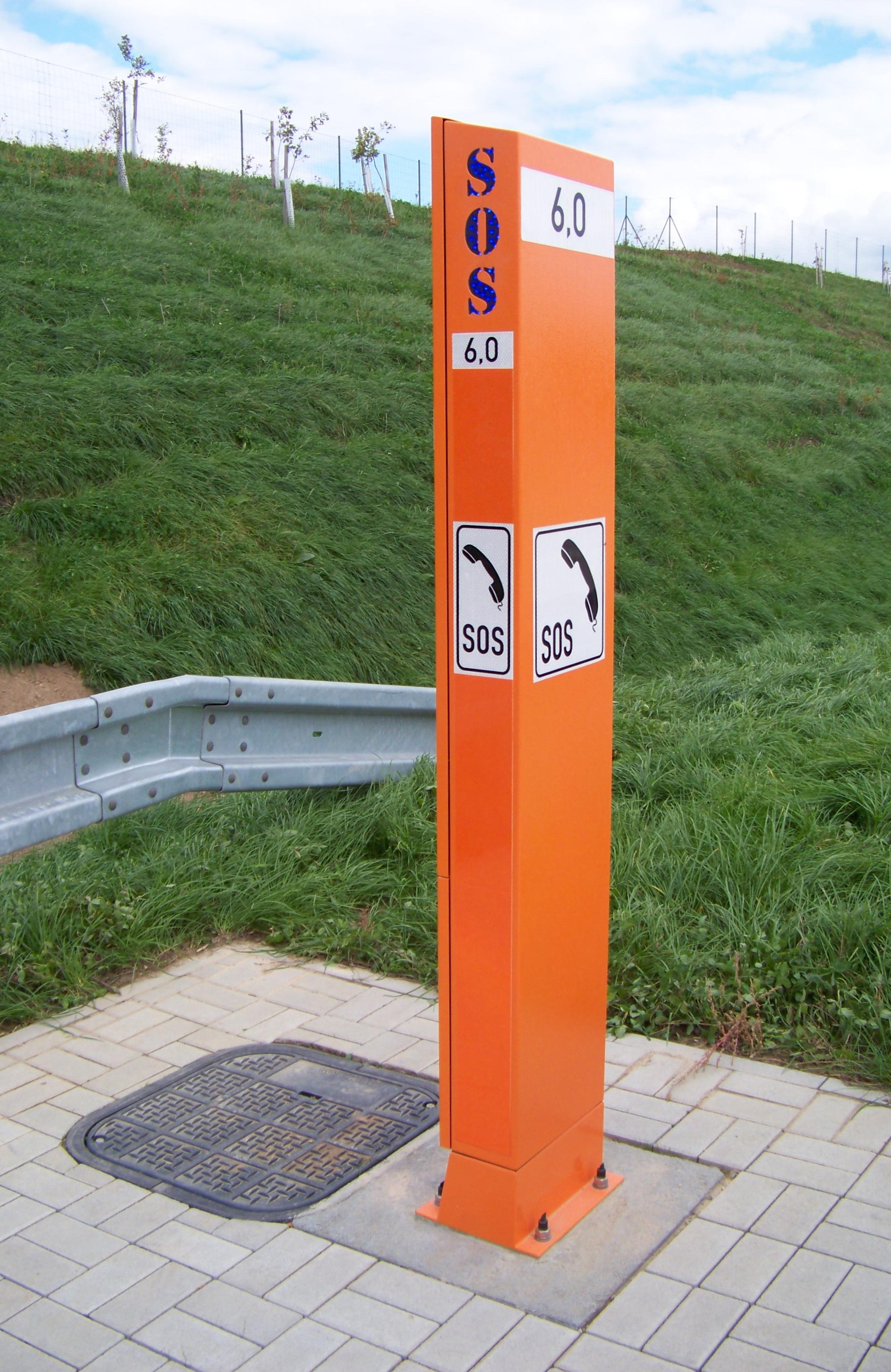
Česká dálniční hláska na Pražském okruhu

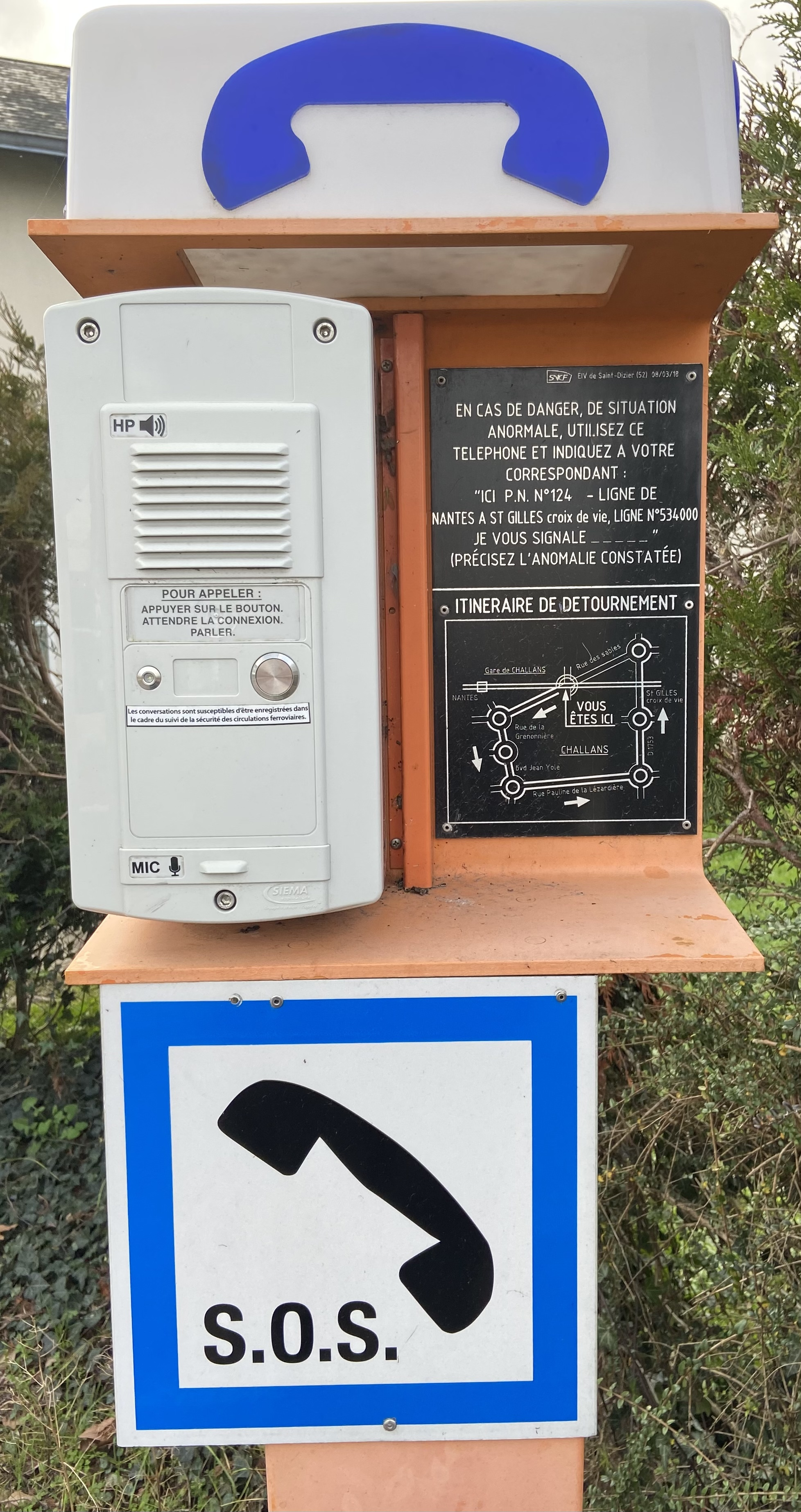
Hláska na nádraží ve francouzském Challans

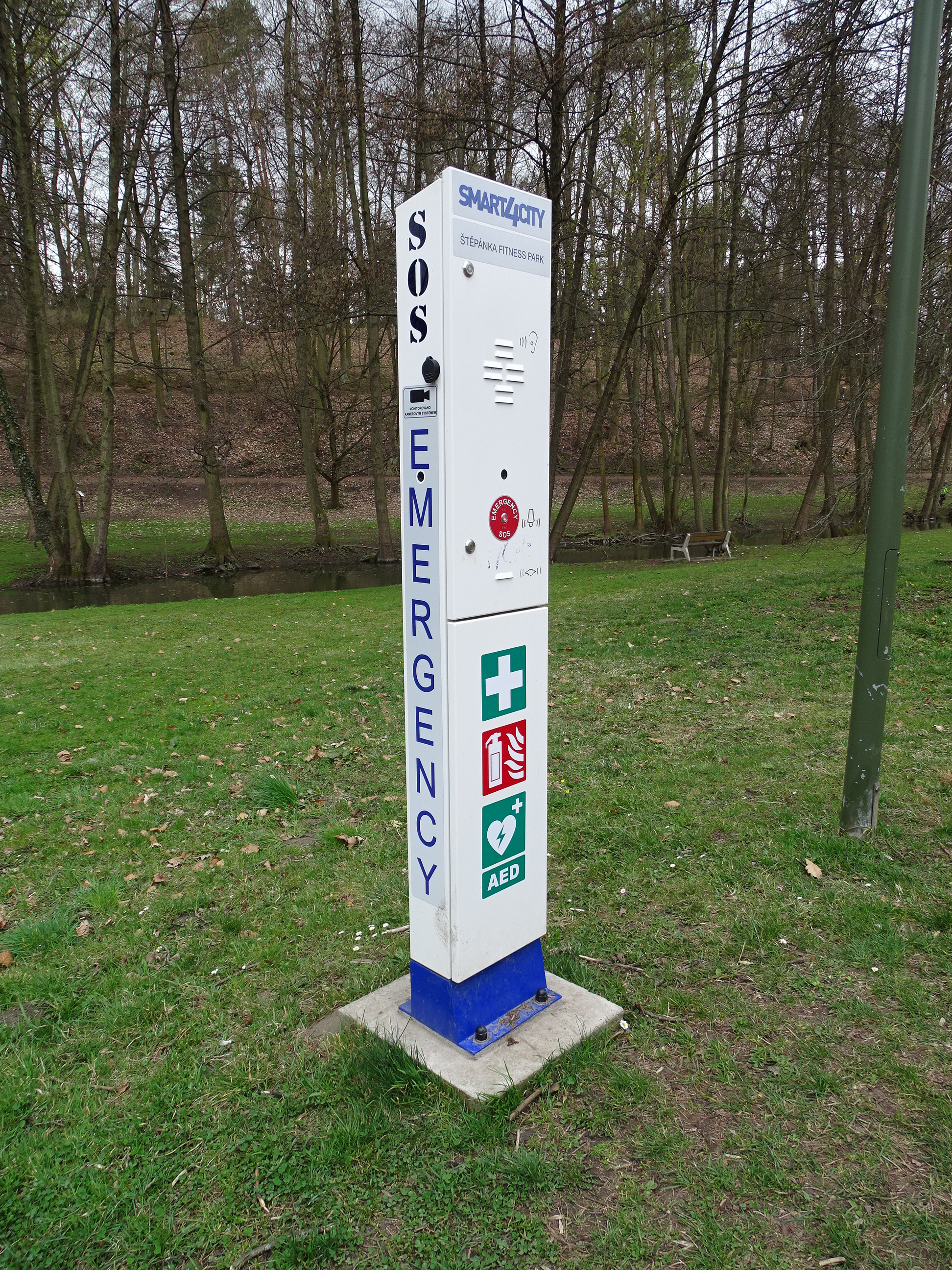
SOS hláska v parku Štěpánka v Mladé Boleslavi

SOS hláska (hláska tísňového volání) je telekomunikační zařízení tvořené zpravidla sloupkem, z nějž je možné v případě krizové situace (nehoda, úraz, porucha apod.) telefonovat na příslušné pracoviště krizové služby. Kromě telefonu může být sloupek vybaven i dalšími funkcemi, například kamerami pro monitorování situace, prostředky pro poskytnutí první pomoci, hasicím přístrojem apod. Typicky jsou umisťovány u dálnic, v delších silničních tunelech, případně v rozsáhlejších městských parcích, na plážích, na železničních zastávkách a v podobných lokalitách.

## Rozmístění

### Dálniční hlásky
V září 2019 se kolem dálnic v České republice vyskytovalo kolem 1200 SOS hlásek v oranžovém provedení. V únoru 2022 uvádělo Ředitelství silnic a dálnic na dálnicích 1250 kusů hlásek, z toho 50 jich nově přibylo od roku 2019, na jaro 2022 pak bylo plánováno umístění dalších 18 kusů na úsek mezi 12. až 31. kilometrem středočeské části dálnice D6 od Unhoště po Nové Strašecí, a to zhruba v dvoukilometrovém odstupu v každém směru. Síť hlásek však v České republice nepokrývá celou dálniční síť. Kromě dálnic jsou hlásky umístěny také například v tunelech pražského Městského okruhu, jehož vlastníkem je hlavní město Praha.
U českých dálničních hlásek dochází k navázání spojení ihned zvednutím sluchátka, aniž by uživatel musel volit, komu volá. Jednotlivé hlásky jsou (podle článku z roku 2019) napojeny na různá pracoviště - operátory linky 112 či operační pracoviště hasičů či policie – přičemž operátorovi se při přijímání hovoru vždy zobrazí, ze které hlásky je hovor veden. Podle článku Zelené vlny Českého rozhlasu z roku 2009 tyto hlásky „vedou přímo na stůl dozorčího příslušného dálničního oddělení“, čímž se prý oproti volání jinými cestami (např. z mobilních telefonů) dají ušetřit minuty, které policisté z centrální tísňové linky potřebují ke spojení s příslušným dálničním oddělením, a přes linku 112 trvá předání ještě déle, a proto prý dálniční policisté tyto hlásky preferují.
S rozšířením mobilních telefonů a zkvalitněním pokrytí mobilním signálem podle článku z roku 2019 ubývá počtu použití mobilních hlásek a v roce 2018 je použilo přes tisíc lidí, tedy v průměru kolem 3 osob denně, podle článku z roku 2022 se naopak jejich používání za posledních několik let zdvojnásobilo a v Česku je použije kolem 7 řidičů denně. V roce 2021 bylo přijato z těchto hlásek 2500 hovorů na linku 112, z toho bylo 350 vyhodnoceno jako mimořádná událost, kdy byl nutný zásah integrovaného záchranného systému. Nejčastěji je používají starší řidiči nebo cizinci, hlásky jsou využívány také po vážnějších nehodách, kdy nalezení či použití mobilního telefonu může být problematické.
V Rakousku systém hlásek pokrývá celou dálniční síť. Na dálniční síti o délce 2200 km je umístěno zhruba 6500 hlásek. Hlásky jsou umisťovány zhruba ve dvoukilometrových rozestupech, v tunelech s rozestupem 125 metrů, krom toho jsou umístěny na všech 56 dálničních odpočívadlech. Podle článku z roku 2022 registrují v Rakousku z dálničních hlásek kolem 25 volání denně.

### Jiné použití
Město Mladá Boleslav nainstalovalo v letech 2020 a 2021 na území města 23 hlásek v parcích, u cyklostezek i na náměstí. Tyto hlásky jsou vybaveny i kamerovým systémem a dálkově odemykatelnou skříňkou s lékárničkami, automatickým defibrilátorem a hasicími přístroji. Kolín dvě SOS hlásky (jednu u autobusového a vlakového nádraží, druhou na zálabské straně u lávky)
instaloval pro zkušební provoz v roce 2019, po půlroce vyhodnotil zkušební provoz jako úspěšný (přestože je za tu dobu nikdo nepoužil) a hlásky od výrobce, firmy Spel, odkoupil do majetku městské policie. Cena za jednu hlásku včetně vybavení (lékárnička, hasicí přístroj, defibrilátor, kamery) je 150 tisíc Kč, z toho nejdražší je defibrilátor, jímž je hláska vybavena. Kromě hlasové komunikace umožňuje zařízení i vícejazyčnou komunikaci pomocí grafického displeje a podsvícených tlačítek.  Pořízení dalších zatím Kolín nezvažoval. Městské SOS hlásky v téže době kupovaly údajně také Pardubice.
Ministerstvo vnitra ČR v roce 2021 vyhlásilo dotační projekt, v němž obcím a krajům nabízelo finanční podporu zřizování SOS hlásek spolu s modernizací kamerových systémů v rámci Programu prevence kriminality.
Ve světě jsou hlásky nouzového volání běžně umisťovány také například na zastávkách drážní dopravy, na nehlídaných plážích a podobně. Pro nouzové použití mohou být vyhrazeny také některé hlasové komunikační systémy uvnitř budov nebo uvnitř vozidel či souprav vozidel, pro takové systémy se používá např. označení intercom.

## Značení
Směr k nejbližší hlásce ukazuje v České republice šipka se symbolem telefonu na dálničních kilometrovnících. V mnoha zemích existuje speciální dopravní značka k označení SOS telefonu (hlásky), v České republice speciální dopravní značka pro tento účel neexistuje, hlásky se zpravidla dopravní značkou neoznačují, případně (například v tunelech) se označují obecnou informativní dopravní značkou pro telefon (IJ 6) anebo nestandardizovanou značkou či symbolem. 

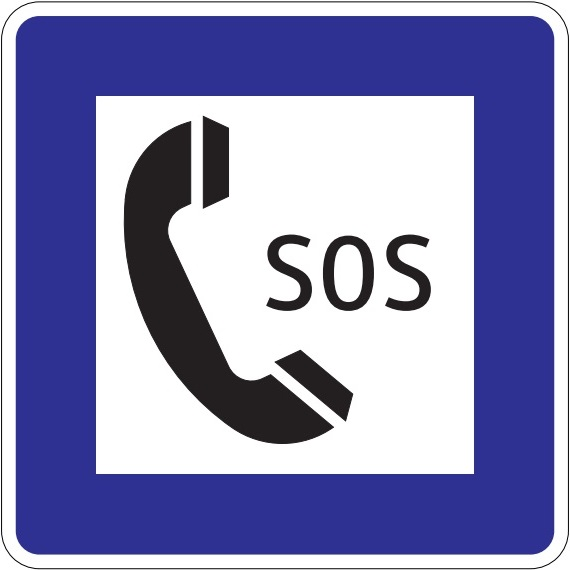
Slovenská dopravní značka pro telefon nouzového volání
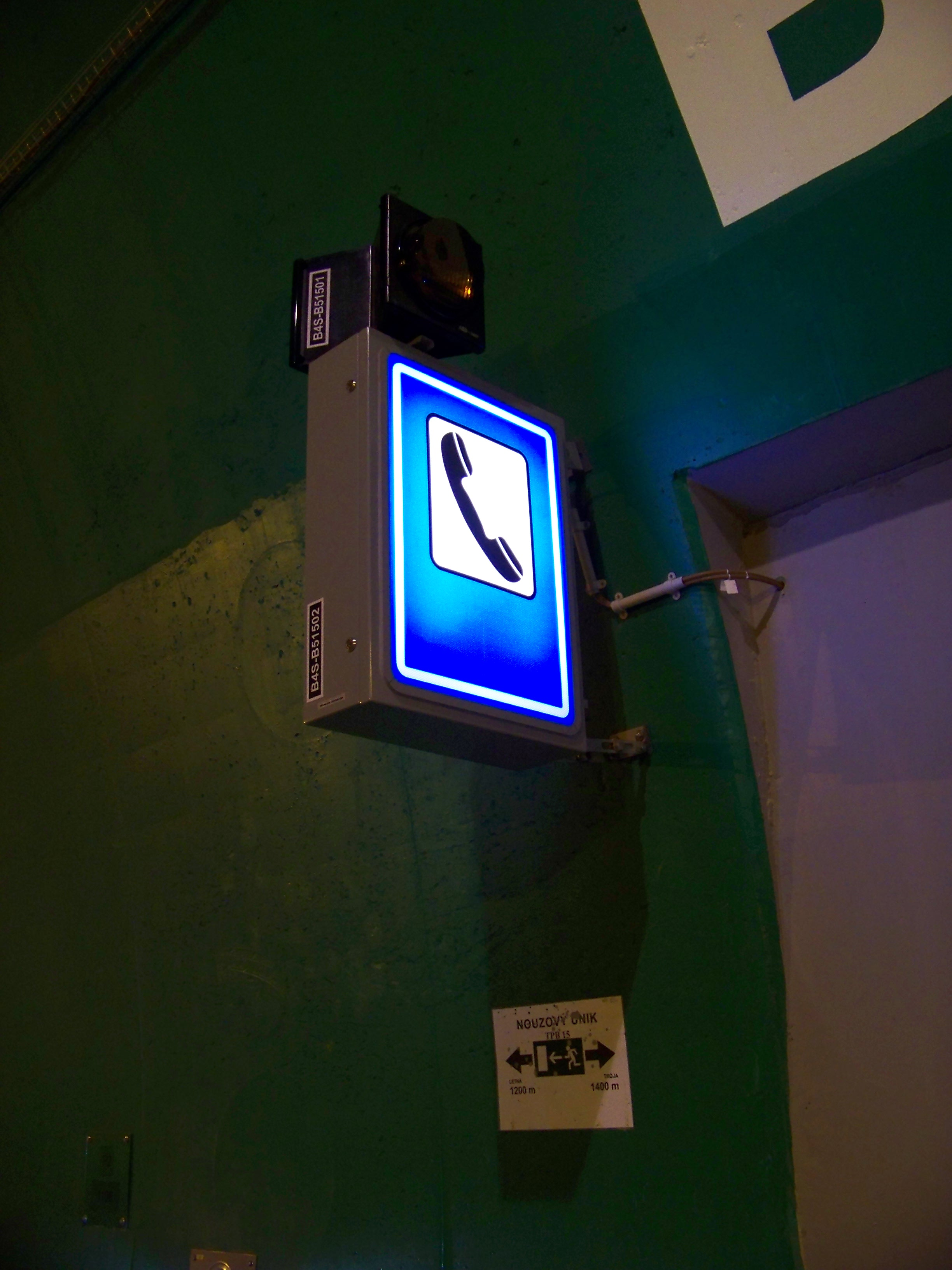
Dopravní značka použitá k označení nouzové hlásky v Bubenečském tunelu na Městském okruhu v Praze
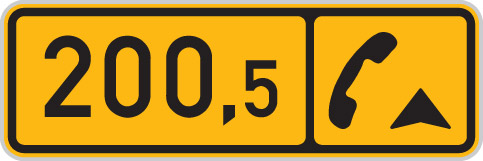
Česká dopravní značka IS 18b – kilometrovník se symbolem telefonu
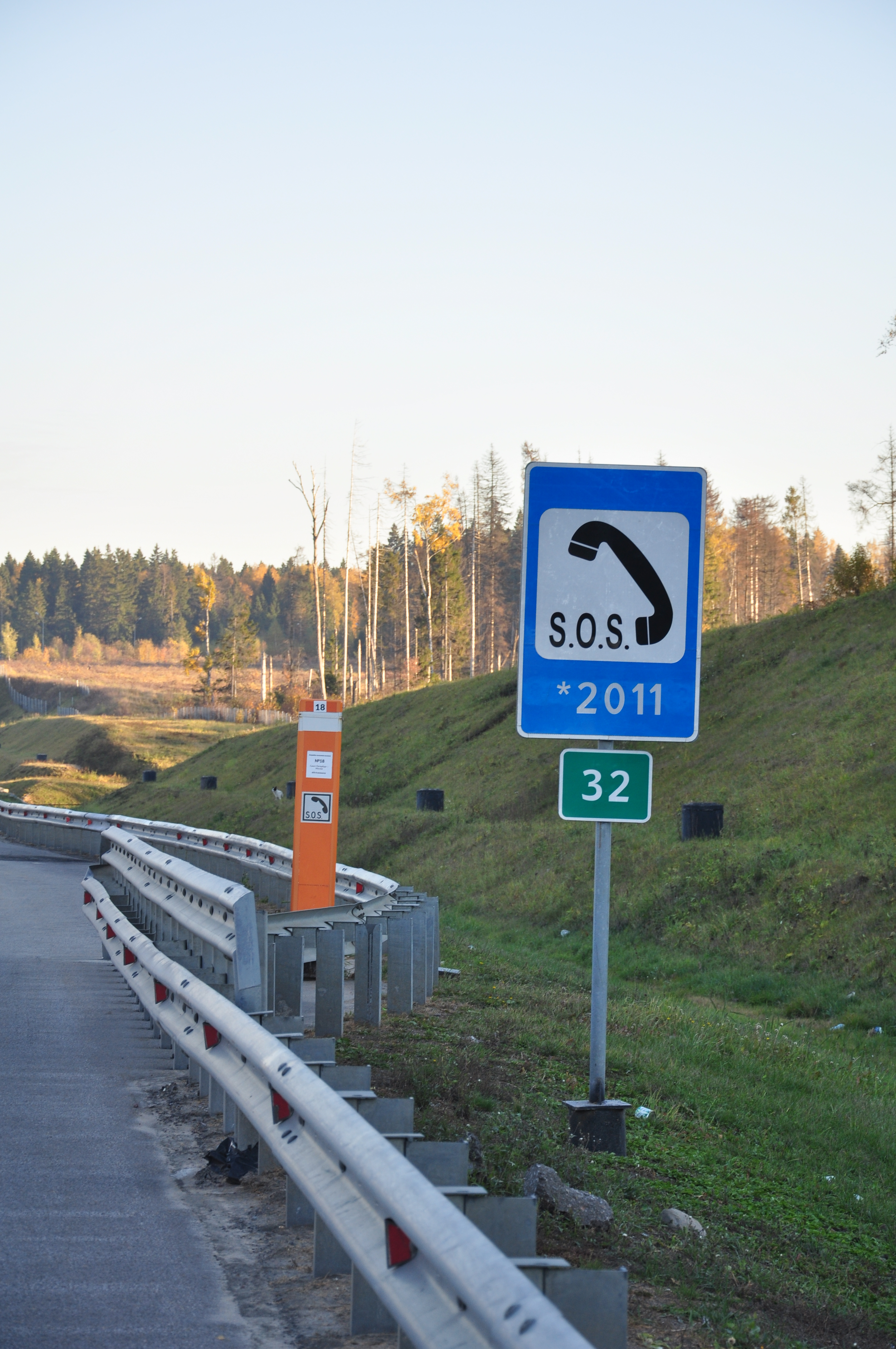
Dálniční hláska na dálnici M11 v Rusku i s dopravní značkou